# Beni Milleuk
Beni Milleuk es un municipio (baladiyah) de la provincia o valiato de Tipasa, en Argelia. En abril de 2008 tenía una población censada de 8045 habitantes.
Se encuentra ubicado en el centro-norte del país, junto a la costa del mar Mediterráneo y a la capital del país, Argel.